# Ribao (Mayo-Binder)
Pour les articles homonymes, voir Ribao.
Ribao est une localité de l’ouest du Tchad chef-lieu de sous-préfecture du département de Mayo-Binder.

## Géographie
La localité est située au sud-est du chef-lieu de département : Binder, sur l’axe Binder – Léré.

## Histoire
La localité est érigée en sous-préfecture depuis le 4 septembre 2012.